# Donald Gutierrez
Donald Kenneth Gutierrez est un écrivain américain. Il est aussi un professeur de la littérature anglaise. Aîné d'une famille d'immigrants latino-américain, il est né à San Francisco (Californie) en 1932.
Il a étudié la littérature anglaise à l'Université de Californie - Berkeley au début des années 1950. En 1958, il quitte Berkeley pour entrer au Metropolitan Museum of Art de New York.
Il a enseigné à la University of Notre Dame de South Bend (Indiana) et à la Western New Mexico University à Silver City (Nouveau-Mexique).

## Œuvres

### Livres
- The Holiness of the Real : The Short Poetry of Kenneth Rexroth (1966)
- Lapsing Out : Embodiments of Death and Rebirth in the Last Writings of D. H. Lawrence (1980)
- The Maze in the Mind and the World : Labyrinths in Modern Literature (1985)
- The Dark and Light Gods : Essays on the Self in Modern Literature (1987)
- Subject-object relations in Wordsworth and Lawrence (Studies in modern literature) (1987)
- Breaking Through to the Other Side : Essays on Realization in Modern Literature (1994)

### Essais et articles
- Maker, Worker, Profit-Maker (1977)
- T.V. Sports Commentary and the Corruption of Language (1978)
- The Rites of Passage and Adolescence in Modern Society (1978)
- Girlie Magazines (1979)
- The Hylozoistic Vision of Lady Chatterley's Lover (1981)
- Maker versus profit-maker : B. Traven’s "Assembly line (1980)
- The Ideas of Place : D. H. Lawrence’s travel books (1981)
- Poetry can make even tough concepts endurable and enduring  (1982)
- Quick, now, here, now, always : the flaming rose of Lawrence and Eliot (1982)
- Toughness is an overrated term being used among Americans (1984)
- Incarceration and torture : the self in extremity (1985)
- A Life of Kenneth Rexroth - R Book Reviews (1993)
- American Presidents and Business Versus Community (1996)
- On Rexroth's Poetry (1999)
- Bohemian Berkeley (2002)
- Where Is the Humanity ? America's Use of Excessive Force Over There (2002)
- Systemic Greed : Kozlowski and Beyond (2003)
- Patriotism and Country Versus State (2003)
- The Preposterously Expensive Military of America (2004)
- Making Politicians Accountable (2004)
- Leveling the Hierarchy (2005)
- On State Political Torture (2005); Tikkun - a Jewish Magazine
- The Extraordinary Cruelty of "Extraordinary Rendition (2006)
- Poetry Review : « Often I Am Permitted to Return to a Meadow », in Modern American Poetry
- Dissertation doctorale : une étude de A Dance to the Music of Time